# Котвіцький Володимир Вікторович
Володи́мир Ві́кторович Котві́цький (20 липня 1994, Вироби, Новоград-Волинський район, Житомирська область, Україна — 13 травня 2014, Рівне, Генічеський район, Херсонська область, Україна) — український військовослужбовець, старший солдат Збройних сил України.

## Життєвий шлях
Народився на Житомирщині в селі Вироби, що належить до Поліянівської сільської ради, у багатодітній селянській родині, де був наймолодшим поміж шістьох братів. Займався спортом, здобував призові місця в районних шкільних змагання. 2012 року закінчив Житомирський професійний ліцей харчових технологій за спеціальністю «оператор комп'ютерного набору, контролер-касир», заочно навчався у Вінницькому технічному коледжі. Весною 2013 року призваний для проходження строкової військової служби у лавах Збройних сил. У квітні 2014-го мав би повернутися до дому, але через російську збройну агресію проти України термін служби було подовжено.
Старший солдат, старший навідник гаубичного самохідно-артилерійського взводу 2-го дивізіону 26-ї окремої артилерійської бригади, в/ч А3091, м. Бердичів.
Навесні 2014 року підрозділи бригади були спрямовані на Херсонщину для посилення охорони адміністративного кордону з окупованим російськими військами Кримом.
13 травня 2014-го поблизу села Рівного Генічеського району, під час пересування підрозділу з однієї позиції на іншу в ході навчань, сталася пожежа й вибух в одній з самохідних гаубиць 2С19 «Мста-С». Загинули резервіст сержант Віктор Верещак та старший солдат строкової служби Володимир Котвіцький, двоє отримали опікові поранення різного ступеня тяжкості, — солдат Роман Огурківський зазнав важких опіків — 85 % шкіри, солдат Антон Піотровський — опіків 2 ступеню. П'ятий військовослужбовець зі складу екіпажу залишився неушкодженим. Поранених санітарним літаком доставили в одну з військово-медичних установ Міністерства оборони.
Похований у селі Вироби. Залишилися батьки Віктор і Галина, п'ять старших братів, наречена.

## Нагороди
Наказом МО України № 243 від 22.05.2014 р. нагороджений відзнакою нагрудний знак «Знак пошани» (посмертно).

## Вшанування пам'яті
7 травня 2015 року на місці загибелі двох військовослужбовців 26-ї бригади біля с. Рівного Генічеського району відкрито та освячено пам'ятний знак.
У серпні 2015 року в Бердичеві на території військової частини 26-ї артилерійської бригади відкрили пам'ятник воїнам, які загинули в ході проведення антитерористичної операції. На пам'ятнику викарбуване й ім'я Володимира Котвіцького.
27 листопада 2015 року на фасаді Житомирського професійного ліцею харчових технологій відкрито меморіальні дошки випускникам Олександру Атаманчуку та Володимиру Котвіцькому.